# Peter Turkson
Peter Kodwo Appiah Turkson (Wassaw Nsuta, 11 de outubro de 1948) é um cardeal católico ganês e prefeito-emérito do Dicastério para o Serviço do Desenvolvimento Humano Integral no Vaticano.

## Presbiterato
De 1962 a 1969 estudou no Seminário Menor Santa Teresa de Amisano; e de 1969 a 1971 no Seminário Regional São Pedro de Pedu. Cursou Teologia no Seminário St. Anthony-on-Hudson em Rensselaer, Nova York, de 1971 a 1975. Foi ordenado sacerdote, na Catedral São Francisco de Sales, em Cape Coast, no dia 20 de julho de 1975.
No período de 1975 e 1976 e depois de 1980 e 1981 foi professor no Seminário Menor Santa Teresa. De 1981 a 1987 foi professor de Sagradas Escrituras e Vice-Reitor do Seminário Maior São Pedro, neste mesmo tempo foi docente na Faculdade das Religiões da Universidade de Cape Coast, de 1984 a 1986 e capelão adjunto da mesma universidade. De 1983 a 1986 foi professor visitante do Seminário Maior de Anyama em Abidjan.
Fez estudos de pós-graduação em Roma, com especialização em Sagradas Escrituras no Pontifício Instituto Bíblico: de 1976 a 1980 conseguindo a licenciatura; e de 1987 a 1992 conseguindo o doutorado.

## Episcopado
Foi nomeado Arcebispo de Cape Coast, pelo Papa João Paulo II, aos 6 de outubro de 1992 e recebeu a ordenação episcopal no dia 27 de março de 1993.
Foi padre sinodal na 1ª Assembléia Especial para a África do Sínodo dos Bispos, que aconteceu em Roma no mês de abril de 1994; Padre Sinodal nomeado por Papa João Paulo II, na IX Assembléia Geral Ordinária do Sínodo dos Bispos, em Roma, 4 de fevereiro, que teve como tema a vida consagrada; e também da X Assembléia Geral Ordinária do Sínodo dos Bispos, em 10 de janeiro sobre a Eucaristia.
De 1997 a 2005 foi presidente da Conferência dos Bispos de Gana. Foi Chanceler da Universidade Católica de Gana.

## Cardinalato
Foi criado cardeal, pelo Papa João Paulo II no consistório do dia 21 de outubro de 2003 com o título de São Libório, tornando-se o primeiro cardeal ganês da história de seu país. É membro dos seguintes dicastérios vaticanos: Congregação para o Culto Divino e Disciplina dos Sacramentos, da Congregação para a Doutrina da Fé, da Congregação para a Evangelização dos Povos e da Congregação para a Educação Católica, além do Pontifício Conselho para a Promoção da Unidade dos Cristãos.
Tomou parte como relator geral da 2ª Assembleia Especial para a África do Sínodo dos Bispos, que aconteceu em Roma no mês de outubro de 2009.
No dia 24 de outubro de 2009, o Papa Bento XVI o nomeou presidente do Pontifício Conselho Justiça e Paz. Com a sucessão deste Pontifício Conselho, passou a ser o Prefeito do Dicastério para o Serviço do Desenvolvimento Humano Integral. Em 23 de dezembro de 2021, tornou-se prefeito emérito.

## Conclaves
- Conclave de 2005 - participou da eleição de Joseph Ratzinger como Papa Bento XVI.
- Conclave de 2013 - participou da eleição de Jorge Mario Bergoglio como Papa Francisco.
- Conclave de 2025 - participou da eleição de Robert Francis Prevost como Papa Leão XIV.